# ملک‌آباد (ساوه)
ملک‌آباد (ساوه)، روستایی از توابع بخش مرکزی شهرستان ساوه در استان مرکزی ایران است.

## جمعیت
این روستا در دهستان نورعلی بیک قرار دارد و براساس سرشماری مرکز آمار ایران در سال ۱۳۸۵، جمعیت آن ۳۲ نفر (۶خانوار) بوده‌است.